# District de Libourne
Le district de Libourne est une ancienne division territoriale française du département de la Gironde de 1790 à 1795.
Il était composé des cantons de Libourne, Branne, Castillon, Coutras, Fronsac, Galgon, Gensac, Guitres, Lussac, Pujol, Puynormand, Rozan, Saint Emilion, Sainte-Foy-la-Grande et Vayres.